# Crowley (Louisiana)
Crowley ist eine Stadt (mit dem Status „City“) und Verwaltungssitz des Acadia Parish im US-amerikanischen Bundesstaat Louisiana. Das U.S. Census Bureau hat bei der Volkszählung 2020 eine Einwohnerzahl von 11.710 ermittelt. Crowley hat den Spitznamen „Amerikas Reis-Hauptstadt“, was  damit zusammenhängt, dass Crowley lange Zeit das Zentrum des Reisanbaus in den USA war. Heute gibt es immer noch viele Farmer, die dort Reis anbauen. Außerdem hat Crowley eine überregional erfolgreiche Fußballmannschaft.

## Geografie
Crowley liegt im mittleren Süden Louisianas am südöstlichen Ufer des Mermentau River. Die geografischen Koordinaten von Crowley sind 30°12′49″ nördlicher Breite und 92°22′25″ westlicher Länge. Das Stadtgebiet erstreckt sich über eine Fläche von 12,7 km².
Benachbarte Orte von Crowley sind Rayne (12,4 km östlich) und Estherwood (10,5 km westsüdwestlich).
Die nächstgelegenen größeren Städte sind Lafayette (37,2 km östlich), Baton Rouge (130 km in der gleichen Richtung) und Beaumont in Texas (180 km westlich).

## Verkehr
Durch den Norden von Crowley verläuft in West-Ost-Richtung die Interstate 10, die hier die kürzeste Verbindung von Houston nach New Orleans bildet. Der U.S. Highway 90 führt als Hauptstraße durch das Stadtgebiet von Crowley und kreuzt hier den Louisiana Highway 13. Alle weiteren Straßen sind untergeordnete Landstraßen, teils unbefestigte Fahrwege sowie innerörtliche Verbindungsstraßen.
Durch Crowley verläuft eine Eisenbahnlinie der BNSF Railway, die von Houston nach New Orleans führt.
Mit dem Le Gros Memorial Airport liegt 13,9 km westsüdwestlich ein kleiner Flugplatz. Die nächsten Großflughäfen sind der Louis Armstrong New Orleans International Airport (238 km östlich) und der George Bush Intercontinental Airport in Houston (329 km westlich).

## Geschichte
Crowley wurde 1886 von C.C. Duson und W.W. Duson gegründet. Die Stadt wurde nach den irischen Eisenbahnunternehmer Pat Crowley benannt.

## Bevölkerung
Nach der Volkszählung im Jahr 2010 lebten in Crowley 13.265 Menschen in 5102 Haushalten. Die Bevölkerungsdichte betrug 1044,5 Einwohner pro Quadratkilometer. In den 5102 Haushalten lebten statistisch je 2,53 Personen.
Ethnisch betrachtet setzte sich die Bevölkerung zusammen aus 64,6 Prozent Weißen, 32,5 Prozent Afroamerikanern, 0,3 Prozent amerikanischen Ureinwohnern, 0,3 Prozent Asiaten sowie 0,7 Prozent aus anderen ethnischen Gruppen; 1,5 Prozent stammten von zwei oder mehr Ethnien ab. Unabhängig von der ethnischen Zugehörigkeit waren 1,9 Prozent der Bevölkerung spanischer oder lateinamerikanischer Abstammung.
27,1 Prozent der Bevölkerung waren unter 18 Jahre alt, 57,5 Prozent waren zwischen 18 und 64 und 15,4 Prozent waren 65 Jahre oder älter. 52,4 Prozent der Bevölkerung war weiblich.

Das mittlere jährliche Einkommen eines Haushalts lag bei 28.592 USD. Das Pro-Kopf-Einkommen betrug 16.182 USD. 31,2 Prozent der Einwohner lebten unterhalb der Armutsgrenze.

## Söhne und Töchter der Stadt
- John Breaux (* 1944), ehemaliger Senator
- Jack Bascom Brooks (1922–2012), Politiker
- Victoria Reggie Kennedy (* 1954), Botschafterin
- Winsor Harmon (* 1963), Schauspieler
- Kidd Jordan (1935–2023), Jazz-Klarinettist, Saxophonist und Musikpädagoge
- Baker Millian (1908–2002), Jazz-Saxophonist